# Nora Ephron

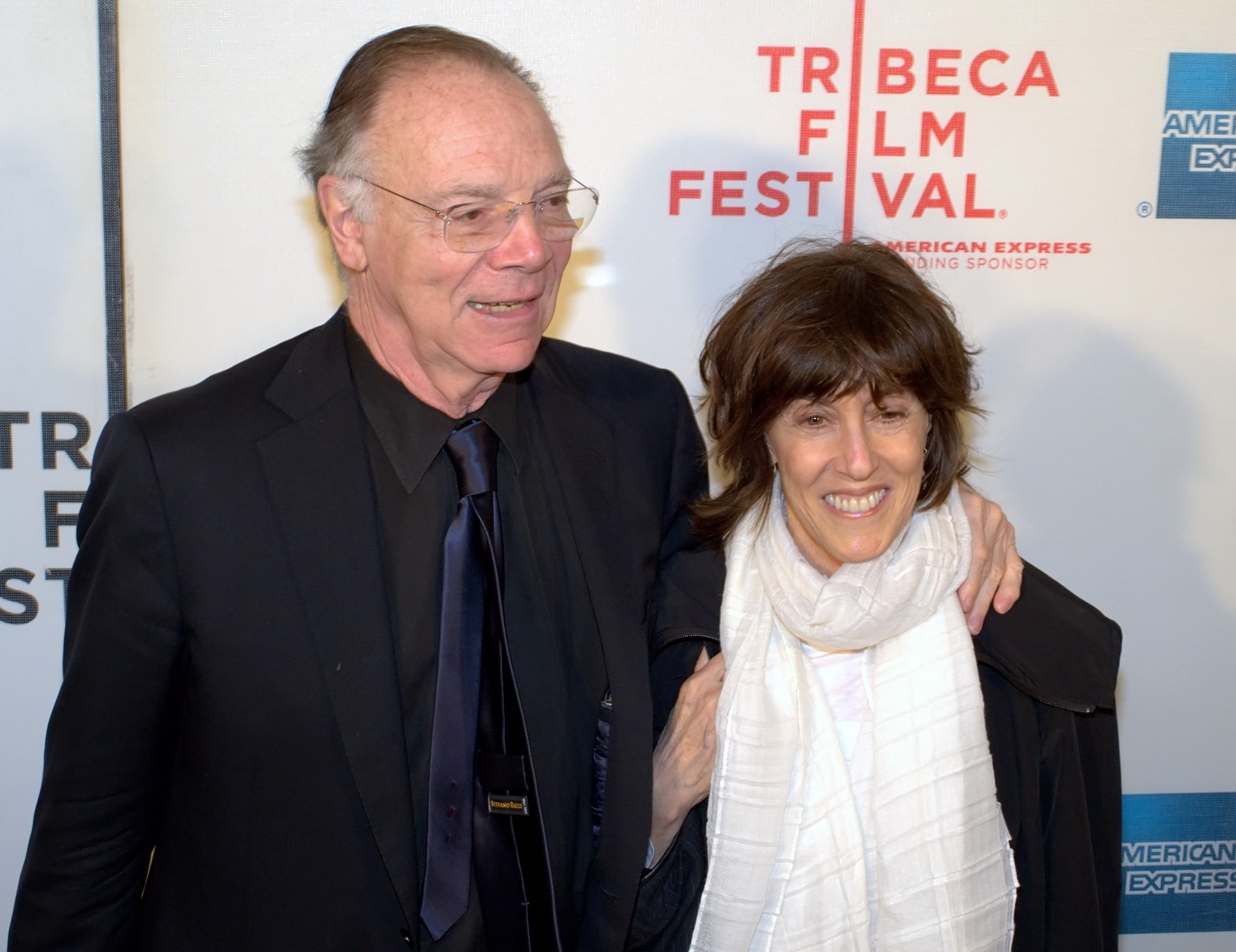
Ephron mit ihrem Ehemann Nicholas Pileggi in New York City, 2010

Nora Ephron (* 19. Mai 1941 in New York City; † 26. Juni 2012 ebenda) war eine US-amerikanische Autorin, Drehbuchautorin sowie Filmregisseurin. Sie ist bekannt als Autorin von romantischen Komödien wie Harry und Sally, Schlaflos in Seattle und e-m@il für Dich.

## Leben
Nora Ephron stammte aus einer Familie von Autoren. Ihre Eltern Henry und Phoebe Ephron zogen von der Ostküste nach Los Angeles, wo beide Drehbücher schrieben. Nora war die älteste von vier Töchtern. Nach ihrem Schulabschluss an der Beverly Hills High School 1958 studierte sie am Wellesley College in Massachusetts; die Briefe, die sie in dieser Zeit nach Hause schrieb, dienten ihren Eltern als Grundlage für die Komödie In Liebe eine 1. Nach ihrem Studienabschluss 1962 zog Nora nach New York und arbeitete für die New York Post.
In dieser Zeit wurde sie von Filmproduzenten als Drehbuchautorin angefragt. Der Reiz des Fremden und der Vorteil, angesichts ihrer noch sehr jungen Kinder von zuhause aus arbeiten zu können und anders als zuvor wenig reisen zu müssen, überzeugten sie. Nach der Scheidung hatte sie als alleinerziehende Mutter außerdem Geldsorgen und die vergleichsweise moderaten Drehbuchhonorare waren immer noch höher, als das, was sie als Journalistin verdient hatte. Und das Filmemachen sei sehr viel interessanter, als die journalistische Arbeit.
Mit dem Autor Dan Greenburg war sie sieben Jahre verheiratet. 1976 traf sie den Watergate-Aufklärer Carl Bernstein. 1978 brachte sie den gemeinsamen Sohn Jacob zur Welt. Als sie mit ihrem zweiten Kind schwanger war, fand sie heraus, dass Bernstein sie mit der gemeinsamen Freundin Margaret Jay betrog. Über ihre gescheiterte Ehe mit Bernstein verfasste Ephron den Roman Heartburn, für dessen Verfilmung (deutscher Titel: Sodbrennen) sie auch das Drehbuch schrieb. 1987 heiratete sie in dritter Ehe den Drehbuchautor Nicholas Pileggi.
Erste Erfolge als Drehbuchautorin verzeichnete Ephron in den 1980er Jahren, als sie Oscar-Nominierungen für ihre Arbeit an dem Politthriller Silkwood (1983) mit Meryl Streep in der Titelrolle sowie die Liebeskomödie Harry und Sally (1989) mit Meg Ryan und Billy Crystal erhielt. Ab Anfang der 1990er Jahre begann sie als Regisseurin eigene Drehbücher zu realisieren, darunter die Liebeskomödien Schlaflos in Seattle (1993) oder e-m@il für Dich (1998) jeweils mit Meg Ryan und Tom Hanks in den Hauptrollen.
Gelegentlich arbeitete Ephron gemeinsam mit ihren Schwestern Delia und Amy; ihre Schwester Hallie ist Journalistin und Krimiautorin.
Nora Ephron verstarb im Juni 2012 im Alter von 71 Jahren in Manhattan an den Folgen einer Leukämie-Erkrankung.

## Nora-Ephron-Prize
Im Jahre 2013 lobte das New Yorker Tribeca Film Festival den mit 25.000 US-Dollar dotierten Nora Ephron Prize aus, der jährlich beim Women’s Filmmaker Brunch verliehen werden soll.

## Werke

### Theaterstücke
- 2013: Lucky Guy, nominiert für mehrere Kategorien im Tony-Award-Wettbewerb für 2013.

### Drehbücher
- 1978: Ladies mit der weißen Weste – Regie: Jackie Cooper (mit Lauren Bacall und Ruth Gordon) (Fernsehfilm)
- 1983: Silkwood – Regie: Mike Nichols (mit Meryl Streep, Kurt Russell und Cher)
- 1986: Sodbrennen – Regie: Mike Nichols (mit Meryl Streep und Jack Nicholson)
- 1989: Harry und Sally – Regie: Rob Reiner (mit Meg Ryan und Billy Crystal)
- 1989: Cookie – Regie: Susan Seidelman (mit Peter Falk, Dianne Wiest, Emily Lloyd und Jerry Lewis)
- 1990: My Blue Heaven – Regie: Herbert Ross (mit Steve Martin und Joan Cusack)
- 1991: Ein Vermieter zum Knutschen – Regie: Rod Daniel (mit Joe Pesci und Vincent Gardenia)
- 1992: Showtime – Hilfe, meine Mama ist ein Star – Regie: Nora Ephron (mit Julie Kavner, Carrie Fisher und Dan Aykroyd)
- 1993: Schlaflos in Seattle – Regie: Nora Ephron (mit Meg Ryan und Tom Hanks)
- 1994: Lifesavers – Die Lebensretter – Regie: Nora Ephron (mit Steve Martin, Madeline Kahn und Juliette Lewis)
- 1996: Michael – Regie: Nora Ephron (mit John Travolta, Andie MacDowell, William Hurt und Bob Hoskins)
- 1998: e-m@il für Dich – Regie: Nora Ephron (mit Meg Ryan und Tom Hanks)
- 2000: Aufgelegt! – Regie: Diane Keaton (mit Meg Ryan, Diane Keaton, Lisa Kudrow und Walter Matthau)
- 2000: Lucky Numbers – Regie: Nora Ephron
- 2005: Verliebt in eine Hexe – Regie: Nora Ephron (mit Nicole Kidman, Shirley MacLaine und Michael Caine)
- 2009: Julie & Julia – Regie: Nora Ephron (mit Meryl Streep als Julia Child und Amy Adams als Julie Powell)

### Bücher
- Heartburn. 1983
  - Quetschkartoffeln gegen Trübsinn. Roman. Droemer Knaur, München 1984, ISBN 3-426-19104-0; TB Sodbrennen. Roman. Knaur, München 1984 ISBN 3-426-01457-2
- I feel bad about my neck and other thoughts on being a woman. 2006 ISBN 978-0-307-26455-8
  - Der Hals lügt nie. Mein Leben als Frau in den besten Jahren. Limes, München 2007 ISBN 978-3-8090-2538-2; Blanvalet, München 2009 ISBN 978-3-442-37276-8
- I remember nothing and other reflections. 2010
  - Übers. Ulrike Clewing:  Ich kann mir alles merken. Nur nicht mehr so lange. Limes, München 2011 ISBN 978-3-8090-2601-3

## Auszeichnungen
- 1984: Oscar-Nominierung für Silkwood gemeinsam mit Alice Arlen (Kategorie: Bestes Originaldrehbuch)
- 1990: Golden-Globe-Nominierung für Harry und Sally (Bestes Drehbuch)
- 1990: Oscar-Nominierung für Harry und Sally (Bestes Originaldrehbuch)
- 1990: British Academy Film Award für Harry und Sally (Bestes Originaldrehbuch)
- 1994: Oscar-Nominierung für Schlaflos in Seattle (Bestes Originaldrehbuch)
- 1994: Women in Film Crystal Award
- 2003: Ian McLellan Hunter Award der Writers Guild of America
- 2006: Goldene-Himbeere-Nominierungen für Verliebt in eine Hexe (Schlechteste Neuverfilmung oder Fortsetzung, Schlechteste Regie und Schlechtestes Drehbuch)
- 2009: Golden Apple Award der Casting Society of America gemeinsam mit Delia Ephron